# Eremochelis
Genre
Synonymes
- Therobates Muma, 1951

Eremochelis est un genre de solifuges de la famille des Eremobatidae.

## Distribution
Les espèces de ce genre se rencontrent aux États-Unis et au Mexique.

## Liste des espèces
Selon Solifuges of the World (version 1.0) :
- Eremochelis acrilobatus (Muma, 1962)
- Eremochelis albaventralis Brookhart & Cushing, 2005
- Eremochelis andreasana (Muma, 1962)
- Eremochelis arcus (Muma, 1962)
- Eremochelis bechteli Muma, 1989
- Eremochelis bidepressus (Muma, 1951)
- Eremochelis bilobatus (Muma, 1951)
- Eremochelis branchi (Muma, 1951)
- Eremochelis cochiseae Muma, 1989
- Eremochelis coloradensis (Muma, 1962)
- Eremochelis cuyamacanus (Muma, 1962)
- Eremochelis flavus Muma, 1989
- Eremochelis flexacus (Muma, 1963)
- Eremochelis fuscellus Muma, 1989
- Eremochelis gertschi (Muma, 1951)
- Eremochelis giboi Muma, 1989
- Eremochelis imperialis (Muma, 1951)
- Eremochelis insignatus Roewer, 1934
- Eremochelis iviei (Muma, 1951)
- Eremochelis kastoni Rowland, 1974
- Eremochelis kerni Muma, 1989
- Eremochelis lagunensis Vázquez, 1991
- Eremochelis larreae (Muma, 1962)
- Eremochelis macswaini (Muma, 1962)
- Eremochelis malkini (Muma, 1951)
- Eremochelis medialis (Muma, 1951)
- Eremochelis morrisi (Muma, 1951)
- Eremochelis noonani Muma, 1989
- Eremochelis nudus (Muma, 1963)
- Eremochelis oregonensis Brookhart & Cushing, 2002
- Eremochelis plicatus (Muma, 1962)
- Eremochelis rossi Muma, 1986
- Eremochelis rothi (Muma, 1962)
- Eremochelis saltoni Muma, 1989
- Eremochelis sonorae Muma, 1986
- Eremochelis striodorsalis (Muma, 1962)
- Eremochelis tanneri Muma, 1989
- Eremochelis truncus Muma, 1986
- Eremochelis undulus Muma, 1989

## Publication originale
- Roewer, 1934 : Solifuga, Palpigrada. Dr. H.G. Bronn's Klassen und Ordnungen des Thier-Reichs, wissenschaftlich dargestellt in Wort und Bild. Akademische Verlagsgesellschaft M. B. H., Leipzig. Fünfter Band: Arthropoda; IV. Abeitlung: Arachnoidea und kleinere ihnen nahegestellte Arthropodengruppen, vol. 4, p. 1-723 (texte intégral).